# سرکار استوار (ماهی)
سرکار استوار (نام علمی: Abudefduf saxatilis) نام یک گونه از سرده گروهبان‌ماهی‌ها است. حداکثر طول ماهی در این گونه به حدود ۲۲/۹ سانتی‌متر می‌رسد اما به‌طور معمول تا ۱۵ سانتی‌متر رشد می‌کنند. بزرگ‌ترین نمونه ثبت‌شده این گونه تا ۲۰۰ گرم وزن داشته‌است.

## زیستگاه
سرکار استوار (ماهی)ها در اعماق ۰ تا ۴۰ متر پراکنده‌اند. این ماهی در سواحل غربی و شرقی اقیانوس اطلس یافت می‌شود، همچنین وجود آن‌ها در دریای سرخ و نواحی شرقی و غربی دریای مدیترانه ثبت شده‌است.

## رفتار
توده این گونه از چند صد ماهی تشکیل می‌شود.

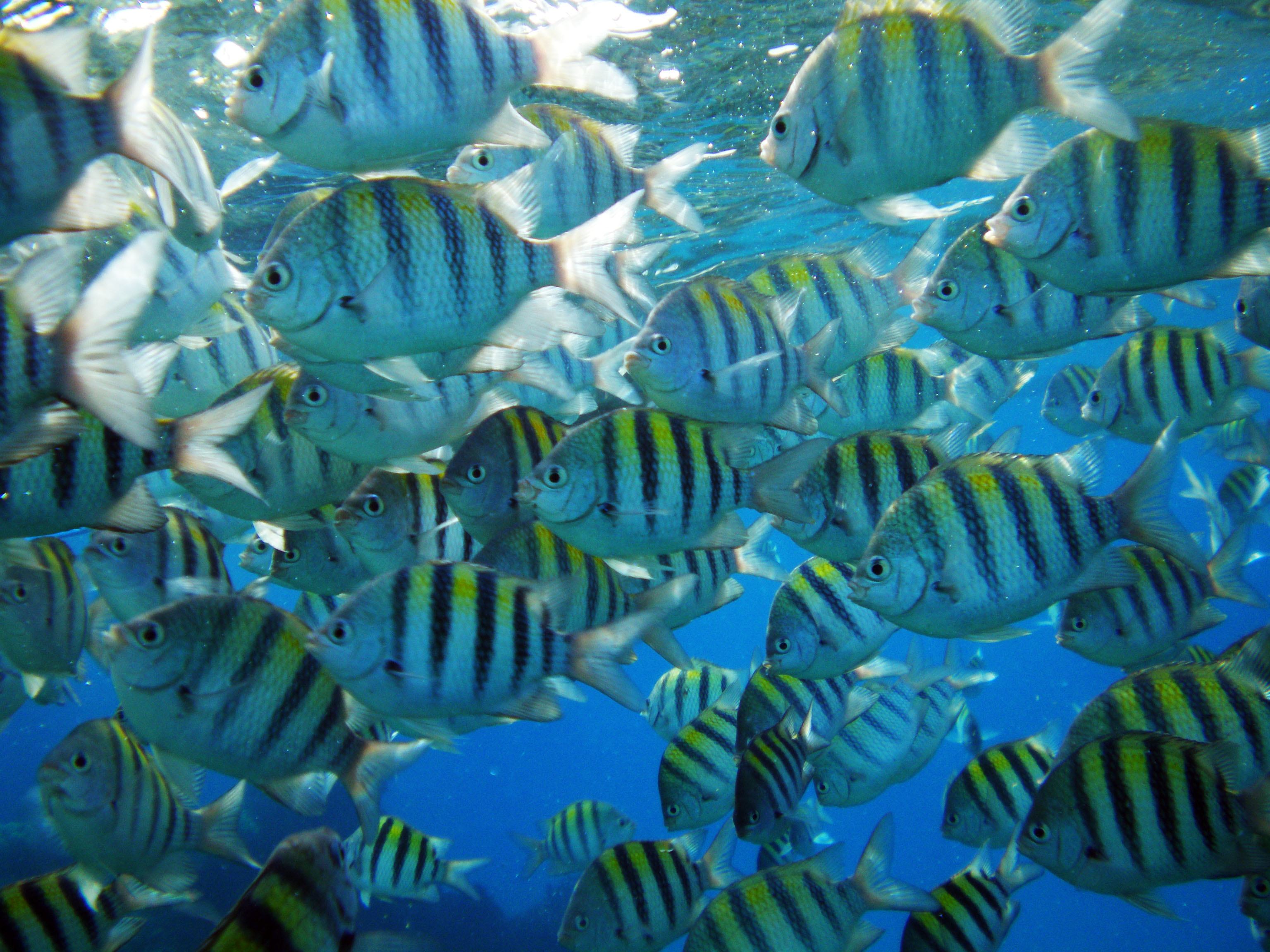
تودهٔ ماهی سرکار استوار در جامائیکا

## تولیدمثل
سرکار استوار یک گونه تخم‌گذار است، نرها لانه‌هایی می‌سازند تا ماده‌ها توده‌های تخم را روی صخره‌ها، کشتی‌های غرق‌شده و انباشته‌ها بگذارند.

## آکواریوم
این ماهی در صنعت آکواریوم نیز استفاده می‌شود اما پرورش آن دشوار است.

## دلیل نام‌گذاری
سرکار استوار (ماهی)ها نام خود را از بدن راه‌راه روشنشان به دست می‌آورند که یادآور درجه یک استوار در نیروهای مسلح است.

## نگارخانه
- توده سرکار استوار در دریای سرخ
- تصویر مربوط به سال ۱۹۰۲ میلادی از سرکار استوار
- آب‌های فلوریدا
- یک ماهی معمولی از گونه سرکار استوار
- سرکار استوار (ماهی) در نزدیکی خلیج خوک‌ها، کوبا